# Syllidia armata
Syllidia armata är en ringmaskart som beskrevs av Jean Louis Armand de Quatrefages de Bréau 1866. Syllidia armata ingår i släktet Syllidia och familjen Hesionidae. Arten är reproducerande i Sverige. Inga underarter finns listade i Catalogue of Life.